# Похвальский, Вячеслав Владимирович
Вячеслав Владимирович Похвальский (укр. В'ячеслав Володимирович Похвальський; род. 9 февраля 1947, село Терноватое, Новониколаевский район, Запорожская область, Украинская ССР, СССР) — украинский государственный и политический деятель, дипломат.

## Биография
Окончил Киевский государственный университет имени Тараса Шевченко (1975), факультет журналистики; Высшую партийную школу при ЦК КПУ (1982), политолог.
1965—1966 — учитель математики Новозлатопольской школы Гуляйпольского района Запорожской области.
1966—1967 — методист Гуляйпольского дома культуры в Запорожье.
1967—1972 — корреспондент, заведующий отделом, ответственный секретарь редакции районной газеты «Ленинским путём».
1972—1976 — первый секретарь Новониколаевского райкома комсомола.
1976—1977 — главный редактор студии телевидения Запорожского облтелерадиокомитета.
1977—1988 — инструктор, заведующий сектором, заместитель заведующего отделом Запорожского обкома Компартии Украины.
1988—1990 — редактор областной газеты «Запорожская правда».
1990—1992 — заместитель председателя Запорожского областного совета.
1992—1994 — председатель Запорожского областного совета.
1994—1995 — председатель Запорожского областного совета и облисполкома.
1995—1998 — председатель Запорожского областного совета и облгосадминистрации.
С 24 июня 1998 по 29 марта 2004 года — Чрезвычайный и полномочный посол Украины в Республике Болгария.
С 29 июня 1999 по 15 ноября 2004 года — Чрезвычайный и Полномочный Посол Украины в Республике Македония по совместительству.
С 9 июня 2006 по 15 июня 2010 года — Чрезвычайный и Полномочный Посол Украины в Республике Узбекистан.
С 28 июля 2007 по 15 июня 2010 года — Чрезвычайный и Полномочный Посол Украины в Республике Таджикистан по совместительству.
Член Национального союза журналистов Украины.

## Звание
Дипломатический ранг: Чрезвычайный и Полномочный Посол (2008). Государственный служащий 1-го ранга (1993).

## Награды
- Орден «Знак Почёта» (1986), Почётное отличие Президента Украины (1996)[13], Почётная грамота Кабинета Министров Украины (2007), Орден «За заслуги» II степени (2021)[14];
- Медали: «За доблестный труд», «20 лет независимости Украины»[15], «Ветеран труда»;
- Высокий орден Болгарии «Стара планина» I степени (2004);
- Почётная грамота Верховной Рады Украины.